# Eduard Friedrich Walter
Eduard Friedrich Walter, auch Eduard Friedrich Walther (* 4. Januar 1801 in Ratzeburg; † 17. März 1868 in Lauenburg/Elbe) war ein deutscher Verwaltungsjurist.

## Leben
Eduard Friedrich Walter war ein Sohn des Ratzeburger Landsyndikus und Königlichen Stadtkommissars Barthold Detlef Walther und dessen Ehefrau Charlotte Dorothee, geb. Hofmeister. Als Jugendlicher erlebte er die Befreiungskriege und 1815 den Übergang der Oberherrschaft über das Herzogtum Sachsen-Lauenburg vom Königreich Hannover auf das Königreich Dänemark.
Nach seinem Examen kehrte er nach Ratzeburg zurück. im September 1824 trat er als Landschaftssekretär in den Dienst der Lauenburgischen Ritter- und Landschaft. Zum 1. Januar 1831 wurde er zum Landsyndikus ernannt. Am 13. März wurde er zusätzlich, wie schon sein Vater, Königlicher Stadtkommissar für die Stadt Ratzeburg. Daneben war er Prokurator am Ratzeburger Hofgericht sowie Gerichtshalter auf verschiedenen lauenburgischen Adligen Gütern wie Kulpin ab 1824, Stintenburg ab 1829, Gut Basthorst ab 1831, Wotersen ab 1833, Gudow mit Segrahn ab 1837, Müssen, Niendorf am Schaalsee und Thurow ab 1841. 1847 war er Teilnehmer am Germanistentag in Lübeck.
Am 14. Juni 1850 berief die Königliche Regierung in Ratzeburg eine Kommission aus sechs „achtbaren“ lauenburgischen Männern. Neben Walter gehörten dazu Graf Ludwig von Kielmansegg auf Gülzow, Amtmann Joachim Bernhard Susemihl, Gutsbesitzer Ottokar von Witzendorff auf Groß Zecher, der Möllner Senator Wilhelm Dahm und Gutsbesitzer Ernst Philipp Berckemeyer. Sie sollten einen Entwurf für eine neue Verfassung (und Zusammensetzung des Parlamentes) vorlegen.
1851 wechselte Walter als Amtmann und Erster Beamter in das Amt Lauenburg. Sein Nachfolger als Landsyndikus wurde Heinrich August Wittrock.
Walter gehörte zu den Befürwortern des Anschlusses Lauenburgs an Preußen. Als Ergebnis der Gasteiner Konvention konnte er am 27. September 1865 persönlich König Wilhelm I. als neuen Herzog in Lauenburg willkommen heißen.

## Auszeichnungen
- Titel Justizrat (13. März 1843)
- Titel Etatsrat (1859)
- Dannebrogorden, Ritter (28. Juni 1840)
- Königlicher Kronen-Orden (Preußen), 3. Klasse (1865)